# Polyipnus surugaensis
Polyipnus surugaensis és una espècie de peix pertanyent a la família dels esternoptíquids.

## Descripció
- Fa 3,7 cm de llargària màxima.
- Nombre de vèrtebres: 32.[5][6]

## Hàbitat
És un peix marí i de clima temperat.

## Distribució geogràfica
Es troba al Pacífic nord-occidental: la badia de Suruga (el Japó).

## Observacions
És inofensiu per als humans.